# Alonso Díaz de Montalvo
Alonso Díaz de Montalvo (Arévalo, 1405 - Huete, 1499)  Jurista, oidor, juez y corregidor de Madrid.

## Biografía
Fueron sus padres, Gonzalo Ruiz de Montalvo, natural de Arévalo y como capitán destinado a Huete (Cuenca), e Isabel Díaz Ortiz (1320-1360). Fueron sus abuelos paternos, Gil Ruiz de Montalvo (1280-?) y Ana Blázquez (1290-?).
Trasladado a Huete (Cuenca), por el destino judicial de su padre, alto funcionario que también lo fue de Hacienda. Allí arraigó la familia. Estudiante de Derecho civil y canónico en Lérida y Salamanca donde, muy viejo, se graduó, había desempeñado los corregimientos de Baza y Murcia, y el cargo de juez pesquisidor en Madrid, donde dictó importantes sentencias, hasta llegar a la Audiencia y el Consejo Real. Su labor literaria, como compilador y comentarista del Derecho regio castellano, la realizó en avanzada edad, retirado en Huete.
En Sevilla, 1477, aparece su Compendium manuale o Repertorium que comprende 539 voces de Derecho canónico, por orden alfabético, sólo siendo superado por el abad siciliano Panormitanus. En Salamanca, 1485, una [(Secunda)] compilatio legum el ordinationum regni Castelle, de objeto análogo, sobre el Derecho real, obra destinada a preparar la recopilación ordenada por Enrique IV en las cortes de 1458.
En las de Toledo de 1480, los Reyes Católicos le ordenaron compilar las leyes, ordenanzas y pragmáticas, junto con las leyes más usadas del Fuero Real. En 1484 publicó, en efecto, una Compilación de leyes, conocida como Ordenamiento de Montalvo, que desde la edición de 1490, ostentó el título de Ordenanzas reales por las cuales primeramente se han de librar los pleitos. No consta que fuera promulgada por los reyes, y algunos juristas le negaron su valor oficial, pero fue utilizada como libro de Derecho, adquirida y conservada por los concejos, de orden del rey, como se demuestra en los de Escalona, Vitoria y Valladolid; reimpresa más de 30 veces, fue sustituida por la Nueva Recopilación de 1567. Censurada por la inmediata posteridad a causa de las omisiones, mutilaciones y arreglos a que sometió a sus fuentes, «corruptas y no bien sacadas», según la petición 56 de las Cortes de 1523, fue un primer intento de poner orden en la profusa legislación castellana. Como un complemento a la glosa de Arias de Balboa al Fuero Real, presentó el autor su propio comentario, compuesto «entre fatigosas ocupaciones y los tempestuosos mareos curiales»; impreso a fines del siglo XV en Toulouse, en Salamanca en el 1500, en su prólogo defiende hábilmente la tarea del intérprete, que estaba prohibida por las leyes; en su texto intercala ocho opúsculos sobre el consejo del rey, la desobediencia al mismo, el método de estudio, el proceso criminal contra el ausente, el matrimonio, la potestad del Príncipe y del Papa, la unidad de la fe (en favor de los conversos) y la conversación con las mujeres.
Su obra de más aliento fue quizá la edición de Las Partidas (Sevilla, 1491), con las concordancias y remisiones al Derecho nuevo; la reimpresión de Venecia, 1501, contenía también la glosa del autor a las leyes, terminada en 1492; fue tenida como texto auténtico, en sus sucesivas ediciones, hasta la de 1550, y última, porque en 1555 ganó el favor oficial una nueva edición con la glosa de Gregorio López. Fue un jurista de antiguo estilo, muy adicto, a los reyes, limitado y fiel.